# Djebel Oda
Le djebel Oda (Jabal Oda, ou Jebel Oda) est une montagne du Soudan s'élevant à une altitude de 2 160 mètres.
Situé dans l'Est du pays, dans l'État de Mer Rouge, c'est le point culminant du désert de Nubie.